# Narodnik
Narodnjaštvo (рус. народники) je bio politički pokret ruske srednje klase u 1860-im i 1870-im, od kojih su se neki uključili u revolucionarni pokret protiv Cara. Njihova ideologija je poznata kao narodnjaštvo (рус. народничество), tako da se ponekada prevodi kao „Populizam“. Zajednički slogan među narodnjacima bio je odlazak u narod (рус. хождение в народ). Iako je njihov pokret postigao malo u njihovom vremenu, narodnjaci su na mnogo načina intelektualni i politički preci socijalista koji su postigli veliki uticaj na rusku istoriju u dvadesetom veku.

## Istorija
Poziciju narodnjaka su najviše održavali intelektualci koji su čitali dela Aleksandra Hercena (1812- 1870) i Nikole Gavriloviča Černiševskog (1828 – 1889) čija su uverenja bila oplemenjena Nikolom Mihailovskim (1842 – 1904). U kasnom 19. veku socijalizam i kapitalizam polako postaju primarne teorije ruskih političkih mislilaca, a Mihailovski shvata da je pomak u mišljenju počeo da utiče na originalne ideje narodnika, tako da su se pojavile dve grupe narodnika takozvani “Kritički Narodnjaci” i “Doktrinarni Narodnjaci”. Kritički Narodnjaci bili su sledbenici Mihailovskog i imali su fleksibilan stav o kapitalizmu. Više poznati Doktrinarni Narodnjaci imali su čvrsto uverenje da kapitalizam nema budućnost u Rusiji niti u bilo kojoj agrarnoj zemlji.
Narodnjaštvo je poraslo posle oslobađanje kmetova 1861. za vreme cara Aleksandra II koji je objavio kraj feudalizma u Rusiji. Tvrdeći da su oslobođeni kmetovi bili prodati u ropstvo nadnica u kome je buržoazija zamenjena zemljoposednicima, Narodnizam ima za cilj da postane politička snaga suprotno od fenomena. Narodnik je sagledao aspekte iz prošlosti sa nostalgijom: iako su zamerali bivšem sistemu vlasnika zemalja oni su se usprotivili ukidanju „seljaka” od tradicionalnih „obschina” sistema - komune.
Narodnici su se usmerili na rast sukoba između seljaka i takozvanih „kulaka” (više prosperitetnih zemljovlasnika). Grupe koje su nastale dele zajedničke opšte ciljeve o uništavanju ruske monarhije i „kulaka” i dostavljanje zemlje pošteno među seljacima. Narodnici su uopšteno verovali da je moguće odreći se kapitalističke faze ruskog razvoja i nastaviti direktno sa socijalizmom.
Narodnici su videli seljaštvo kao revolucionarnu klasu koja bi zbacila monarhiju i smatra seosku zajednicu kao embrion socijalizma. Kako god oni su verovali da seljaci ne bi postigli revoluciju sami, insistirajući umesto da istorija može biti stvorena samo od istaknutih ličnosti koje bi inače vodile pasivne seljake do revolucije. Vasilije Vorontosov prozvan od Ruske inteligencije kao “Pokretač iz mentalne snage u kojoj za razliku od osetljivih i živahnih sedamdesetih godina, pao je i formulisao naučnu teoriju ruskog ekonomskog razvoja”. Kako god, neki intelektualci Narodnika su pozvani na hitnu revoluciju koja je išla iza filozofske i političke diskusije.
U proleće [1874]. godine inteligencija Narodnika je napustila gradove za sela, “ići ka ljudima” u pokušaju da nauče seljake njihovom moralnom imperativu za pobunu. Gotovo da su ostali bez podrške. S obzirom da su Narodnici uglavnom srednje i više srednje klase socijalnog staleža pronašli su poteškoće u vezi za osiromašenim seljacima i njihovom kulturom. Oni su proveli dosta svog vremena učeći seljake običajima kao i oblačenju i plesanju. Narodnici su gledani kroz sumnju od strane mnogih ruskih seljaka, koji su u potpunosti uklonjeni iz više modernizovane kulture urbanog područja. Vlasti su odgovorile na pokušaj narodnika sa represijom: Revolucionari i njihovi seljački simpatizeri su bili zatvoreni i prognani.
Jedan odgovor na ovu represiju je bio stvaranje ruske prve organizovane revolucionarne partije „Narodnaya Volya” u prevodu “Ljudska volja”, u junu [1879] godine. To je favorizovalo tajno društvo terorizma, opravdanu “kao sredstvo iskazivanja pritiska na vladu za reforme kao iskra koja bi zapalila veliki seljački ustanak, a kao neizbežan odgovor na primenu režima nasilja nad revolucionarima".
Pokušaj da se dobije seljaštvo da se zbaci Car pokazao se neuspešnim zbog seljačke ideologije ovog drugog kao nekog na njihovoj strani. Stoga su narodnizmi razvili praksu terorizma, verovali su da seljacima mora biti pokazano da car nije natprirodan i da može biti ubijen. Ova teorija pod nazivom “direktna borba” namenjena neprekinutim demonstracijama sa mogućnošću borbe protiv vlade na ovaj način podiže revolucionarni duh naroda i njihovu veru u uspeh uzroka i organizovanju onih koji su sposobni da se bore. 1 marta [1881]. uspeli su da izvrše atentat na Aleksandra II. Ovaj čin se svetio na političkom nivou jer su seljaci uopšteno bili užasnuti zbog ubistva a vlada je mnogo vođa iz „Narodnaya Volya” obesila, ostavljajući grupu neorganizovanu i neučinkovitu.
Međutim ovi događaji nisu označili kraj pokreta, a kasnije Socijalisti revolucionari, Popularni Socijalisti i Trudovici, svi provode slične ideje i taktike za Narodnik. Filozofija i delovanja Narodnika donekle je pomogla u pripremanju puta za Rusku revoluciju 1905 i Ruska revolucija 1917.

## Neuspeh
Pokret Narodnika je bio populistička inicijativa da uključi siromašne klase Rusije u političku borbu koja bi zbacila Carevu vladu u 19. veku. Za razliku od Francuske revolucije ili Evropske revolucuje iz 1848, pokret “odlaska u narod“ je bio politički aktivizam prvenstveno za bogate pojedince. Ovi pojedinci su uglavnom anti-kapitalisti koji su verovali sa mogu ublažiti i ekonomsku i političku revoluciju među siromašnima u Rusiji preko „odlaska u narod“ i obrazovanja seljačkih klasa. Tokom 1870-ih Narodništvo nije uspeo da pokrene seljačku revoluciju protiv ruske aristokratije zato sto (1) su napravili idealizovanu sliku seljačkih masa kakva nije bila u realnosti, (2) postojao je nedostatak jedinstva u samom pokretu, (3) seljaci nisu mogli ni ekonomski ni intelektualno da se povežu sa Narodnikom i (4) vlada je potisnula pokret.
Koncept naroda, kao narod u Nemačkoj, bio je pokušaj da se ustanovi novi nacionalni identitet u Rusiji, koji je bio i nacionalistički i liberalni. Fjodor Dostojevski je rekao: „niko od nas ne voli narod onakvog kakav on zaista jeste, već samo onako kako ga svako od nas zamislja“. Ruski politički aktivisti i vladini zvaničnici često su tvrdili da rade na tome da poboljšaju živote ruskih seljaka, a u stvarnosti, oni su samo manipulisali slikom seljaka da bi nastavili ka svojim političkim ciljevima. Narodnik je video seljačku zajednicu kao Rusiju koja nije bila pokvarena zapadnim uticajem; Aleksandar Herzen je napisao da je narod bio „zvanična Rusija, prava Rusija“. Imajući pristrasno shvatanje seljaštva, Narodnik je imao poteškoća da se sve poveže sa seljaštvom. Popularistička želja da se misli samo najbolje o narodu dovela je do neosnovane vere u propagandni sistem Narodnik; ta vera dovela je do naivnosti i krajnjeg neuspeha.
Idealizovanje naroda dovelo je do toga da Narodnik pravi greške sa tim kako prilazi siromašnim Rusima. Seoski Rusi su uglavnom bili visoko predani caru i Katoličkoj crkvi; ne shvatajući, da je Narodnik krivio cara i centralizovanu religiju za nedostatak zemlje i materijalnih resursa kod seljaštva. Još jedan primer za kulturno razilaženje između intelektualaca i seljaka iz „ići ka ljudima“ pokreta, bila je Narodnikova propaganda kroz knjige kada su mahom svi siromašni Rusi bili nepismeni. U suštini, pokret Narodnik je propao 1874. zato sto su oni pristupili seljacima kao intelektualcima, kao što su oni sami bili. U drugoj polovini 1870-ih radikali su shvatili da je njihov koncept narod imao nedostatke, i da su intelektualci morali da se preobraze u seljake da bi pokret imao uspeha i da bi odpočela revolucija protiv Vlade Aleksandra II. „Antropološki pristup“ Nikolaja Černiševskog, je govorio da svi ljudi nezavisno od klase, imaju mnogo unutrašnjih sličnosti, i intelektualci su uočili u seljacima neiskvarenu verziju sebe koja bi mogla biti radikalizovana, vreme je pokazalo da to nije bio slučaj.
Drugi razlog za neuspeh Narodnika-razjedinjenost-najbolje je prikazana odvajanjem u pokretu na Bankuniste i Lavrsite. Prvobitno verovana revolucija među seljacima i popularistima je rasla u Rusiji i počeće u neposrednoj budućnosti, kasnije verovanje da propaganda treba da predhodi revoluciji i proces će biti postepen. Bakunisti su verovali da su seljaci spremni da se pobune uz malo propagande, dok su Lavristi verovali da je bio potreban znatan trud da bi počelo dizanje. Nedostatak ideološkod jedinstva doveo je do različitih pristupa pokretu, i zbog toga Narodnik nije više predtsavljao ujedinjeni front seljaka Rusije. Neki od Narodnika su verovali da bi ostajanje u jednom delu duži vremenski period i asimilovanje u zajednicu koju su hteli da revolucioniraju („duboko ukorenjena“ propaganda), a drugi su praktikovali propagandu koristeći pamflete (pisana dela) i knjige da povecaju broj ljudi do kojih poruka može da dopre („leteca“ propaganda). Obe metode imale su svoje slabosti, duboko ukorenjena propaganda gajila je nepoverenje zbog kulturnih i religijskih razlika između intelektualaca i seljaka, dok leteća propagannda prosto nije imala dubinu.
Rzjedinjenost je bila preovladavajuća iako se Narodnik kretao samo u tri smera: ili prema Volgi, Dnjepru ili Donu. Mnogi Narodnici su bilo usamljeni među seljacima-oni su žudeli za svojima životima u gradovima i za prisustvo drugih intelektualaca. Ove žudnje su oslabile motivaciju mnogih Narodnika i uklonile mnogo optimizma iz njihovog pokreta. Međutim, najvažniji je bio neuspeh Narodnika je bio da predstave ujedinjenu porukukadsa su isšli „ljudima“. Svi Naronici su zamerali strana mešanja u Rusiji, hteli su da ruske zajednice same kontrolišu svoje ekonomske polise, i verovali da će emancipacija kmetova u [1861]. Izazvati seljake da postanu još više osiromašeni. Nedostatak zajedništva inhibirao je ove poruke. Narodnici su verovali da je Car osakatio seljake, ali Narodnik je trebao da shvati koliko su seljaci visoko cenili Cara. Oni su verovali da su poput njih, oni bili žtzve ruske birokratije. Neuspevajuci da predstave disciplinovanu poruku i da izbegnu direktan napad na Cara, Narodnikova poruka je bila prosto ignorisana. Tek formiranjem Narodnaya Volya 1879. mladi revolucionari su uvideli potrebu za organizacijom i disciplinovanom porukom.
Nedostatak jedinstva je odgovoran za treći razlog sto je pokret „ići ka ljudima“ propao; seljaci nisu prihvatili intelektualce na dobar način. Odziv koji su intelektualci primili u zajednicama je bio toliko siromašan da je uništio njihovu idealizovanu sliku seljaka koja je bila česta do [1874]. Narodnik je video seljake kao razjedinjeno telo; mislili su da se svi seljaci oblače siromašno, pa su se intelektualci oblačili sto je siromašnije moguće, da bi se ukolopili. Zapravo, seljaci su siromašno obučenu osobu videli kao osobu bez autoriteta ili kredibiliteta. Prema tome, blačenje intelektualaca onako kako su zamišljali da se seljaci oblače imao je štetan efekat; to je zapravo učinilo seljake sumnjičavim prema intelektualcima. U nastavku propaganda Narodnika nije uspela da primi zemaljski, običan koncept seljaštva. Svakodnevne nevoljje ruskih seljaka; nedostatak materijalnih dobara, losa zdravstvena nega, itd.- ostavila je malo vremena za rasprave o socijalizmu i egoizmu.
Feminizam u Narodniku je takođe bio teško prihvatljiv za seljaštvo. Pre-marksistički revolucionari su verovali u neobično jaku jednakost polova, obrazovane plemkinje su imale velike uloge u radikalnim pokretima u kasnijim decenijama 19.veka. Ruska revolucionarana literatura u 1840-im i u 1850-im vezivala je razloge emancipacije kmetova sa emancipacijom ruskih žena; ova literatura se manifestovala u Narodnikovom pokretu. Narodnik je objavio ideju Černiševskog o čednom zajedničkom životu-da muškarci i žene treba da žive bez seksualnih interakcija i jednakosti polova. Ovi koncepti su bili ekstremno čudni većini seljaka i generalno nisu dobro reagovali na njih. Dalje, Narodnik je živeo u zajednicama gde nije bilo venčanih muskaraca i žena koji su spavali i živeli u istoj sobi. Za Katoličke ruske seljake u 1870-im, takvo zanemarivanje normi polova su bile uvredljive i odložive. Kada uzmemo u obzir činjenicu da je skoro 60% žena Narodnika bilo iz bogatih slojeva, postaje jasno zašto ruski seljak nije mogao da shvati većinu intelektualaca u pokretu, ekonomski ili socijalno. Istoričar Dimitri Pisarev piše da: „osećajući njihovu nemogućnost da deluju sami, inteligentni radikalci su napravili seljaštvo instrumentom realizacije njihovih nada“. Seljaci su nespremno dočekali to što su bili brod za revolucionare. Narodnici su verovali da su seljaci klasa koja je najvše sklona revoluciji, a seljaci nisu bili spremni za revolucionarne akcije.
Vladino ugnjetavanje odbilo je republiku od Narodnika, i ovo je bio poslenji razlog zbog koga „ ići ka ljudima“ pokret nije bio uspešan na početku revolucije protiv aristokratije. Kao što je pisao istoričar Daniel Fild:"Narodnik je primetio da želja seljaka za zemljištem nije bila praćena željom za pobunom". Ruska Vlada nije gledala povoljno na Naronikovo zalaganje za njihovo obaranje, i seljaci bi se povinovali Narodniku sve dok nisu uspevali da se povežu sa kriminalom.
Između 1873. i 1877., ruska policija je uhapsila 1611 propagandista, od kojih je 15% bilo zensko stanovništvo. Radikali u pokretu bili su fokusirana ni rusko tiransko oporezivanje i zemljišne zakone, i njohova propaganda je shvaćena kao prenja od Cara Aleksanda II. On je naredio hapšenje i suđenje poznatog Narodnika i njegovih pristalica među seljacima; seljaci su znali da prijave Narodnika vlastima da bi oni sami izbegli progon. Početkom 1877., dugo i sporo suđenje za 193 narodnika je bilo sprovedeno. trud Narodnika da odpočne seljačku revoluciju nisu bili uspešni jer je propagandista morao ili da radi tajno ili se suoči sa zatvorom.
Što je više Vlada htela da potisne Narodnika, to je Nardonik postajao radikalniji. Postali sus ve probirljiviji u odabiru članova, i njihovi Zemlya i Volya (zemlja i sloboda) članovi bi vremenom evoluirali u više terorističku organizaciju; Narodnaya Volya (volja ljud) i Chornyperedel (Crna Razdela). Ove grupe su zahtevale da počnu revoluciju preko nasilja, i kada su članovi Narodnaya Volya ubili Cara Aleksanda II 1881., Narodnik pokret je praktično izgubio svu podršku u zajednicama i seljačkim delovima Rusije. Vladim progon je dalje radikalizovao Narodnika, i seljaci nisu mogli da podrže unapređenu radikalizaciju radikalnih intelektualaca.

## Uticaj
„Narodičenstvo” je imalo direktan uticaj na politiku i kulturu u Rumuniji, kroz dela kroz dela Konstantina Dobrogenaua-Gerai podršku od iz Besarabije i od Konstantina Stera (koji je bio član Narodnaya Volya u svojoj mladosti). Kasnije je pomogao da se otkriju razne grupe; uključujući jednu koja je oformljena oko literarnog magazina „Viața Românească”, koji je objavljen zajedno sa Garabetom Ibrăileanuom i Paulom Bujorom.
Stere i „Poporanist” (od popor; rumunski za “narod”) pokret su na kraju odbacili celokupnu ideju o revoluciji. Ipak, on je delio Narodnikov pogled da kapitalizam nije bio neophodna faza u razvoju agrarne zemlje. Ova perspektiva koja je kontradiktorna tradicionalnom marksizmu, takođe je imala uticaj na Ion Mihalakeovu Seljačku Zurku i njenog naslednika Nacionalnu Seljačku Zurku kao i filozofiju Vidgila Madgearua.
Marksistički istoričar Erih Hobsbawm primetio je utican Narodnika na Boljševički metod “Lenjinov Boljševik duguje više nego što nekad priznaju iskustvu i metodama rada Buonarrotist-Narodnik tradicije, iako je Marksista uradio najbolje što je mogao da ustanovi atmosferu namerne i ekstremne bezosećajnosti i bezizražajnosti čak i u misterioznim aktivnostima koja, kako njihovo popularno ime pokazuje (cloak-and-dagger; plašt-i-bodež) teže da nadoknade ekstremnu napetost u koju su učesnici uvučeni odredjenom dozom romanticizma“.

## Literatura
- Pedler, Anne (1927). „Going to the People. The Russian Narodniki in 1874–5.”. The Slavonic Review. 6 (16): 130—141.. Web. 19 October 2011.
- von Laue, Theodore H (1954). „The Fate of Capitalism in Russia: The Narodnik Version.”. American Slavic and East European Review. 13 (1): 11—28. JSTOR 2492162. doi:10.2307/2492162.. Web. 19 October 2011.

## Spoljašnje veze
- Vladimir Lenin. The Heritage We Renounce, 1897 at Marxists.org